# 赵家楼

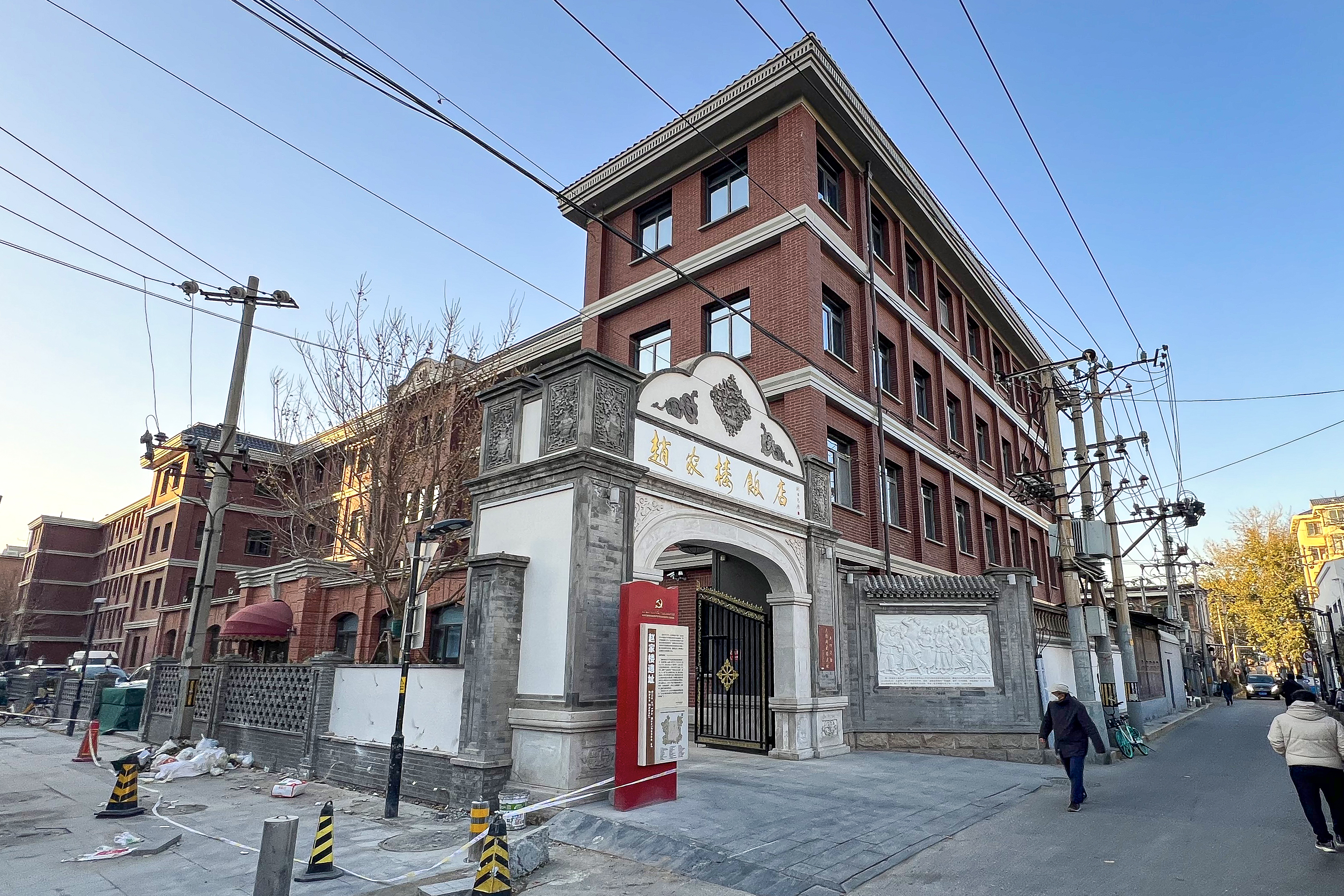
赵家楼饭店

赵家楼位于北京市东城区长安街以的北前赵家楼胡同。
赵家楼原為明穆宗隆庆朝文渊阁大学士赵贞吉的宅邸，因后花园假山上建有亭台，远望似楼故得名。清末至民国成为新交通系高官曹汝霖住宅。1919年，五四运动爆發，学生不满当时政府与日本签订“二十一条”而当时曹汝霖正出任交通总长，负责把部分权益让予日本所以成为学生声讨对象，学生游行至赵家楼冲入曹宅未找到曹汝霖，由北京高等师范学校学生匡互生等放火烧毁赵家楼，此事件在北京产生强烈震动。事件后曹汝霖一家转移至北海团城，之后又在灯市口另置宅第，赵家楼荒废。中華人民共和國成立后，赵家楼遗址被拆，在原址上建起招待所，1988年6月正式改名赵家楼饭店。2002年对外开放
1984年5月，为纪念五四运动65周年，前赵家楼胡同1号的东院墙上镶嵌了“五四运动火烧赵家楼旧址”的铭牌。2002年5月，赵家楼遗址被命名为东城区爱国主义教育基地正式对外开放。2020年3月，北京市将赵家楼遗址列为中国共产党早期北京革命活动旧址之一。
2023年11月18日，赵家楼饭店经过更新改造后重张开业，设有客房191间，并常设赵家楼历史文化展览供市民和游客参观。